# Pablo Romero Martínez
Pablo Romero Martínez (Madrid, 1976) es un periodista español especializado en información de internet y sociedad conectada. En 2017, recibió el premio de la Fundación Hay Derecho por su labor de investigación sobre la actividad de la organización terrorista ETA en Madrid a principios de los años 90. Al año siguiente, en 2018, ganó el premio Ondas por su pódcast Las tres muertes de mi padre, en el que explica el asesinato de su padre en un atentado de ETA en 1993, cuando Romero tenía 17 años.

## Trayectoria
Romero se licenció en Periodismo por la Universidad Complutense de Madrid (UCM) en 2001 y, posteriormente, cursó un Master en Comunicación Integral por la Universidad Francisco de Vitoria. Compaginó su última etapa de formación con sus inicios en el diario El Mundo, primero realizando coberturas de última hora y después como redactor, publicando temas relacionados con el derecho al olvido en Internet o la reforma del marco europeo de protección de datos personales.
A partir de 2004, y hasta que finalizó su relación con El Mundo, Romero dirigió la sección sobre nuevas tecnologías e internet Navegante, una de las pioneras en España. En febrero de 2015, pasó a formar parte del equipo fundador de El Español como jefe de la sección de ciencia y tecnología. Tras dejar este medio dos años después, en febrero de 2017,  entró en el diario Público en 2018 donde trabaja como redactor de las secciones de Cibersociedad y Defensa.

### Investigación sobre ETA
Estando trabajando en El Mundo, Romero inició una investigación sobre el asesinato de su padre, el teniente coronel Juan Romero Álvarez, que había tenido lugar el 21 de junio de 1993. Ese día, la banda terrorista ETA hizo estallar un coche con 40 kilos de amonal en la glorieta López de Hoyos de Madrid, al paso de un minibús del Ejército del Aire en el que viajaban su padre y otros seis militares.
A principios de junio de 2013, a unas pocas semanas de que el asesinato prescribiera, Romero acudió a la Audiencia Nacional para repasar el sumario del caso, de ocho tomos y casi 2.000 folios. En la página 825 del sumario encontró el alias de un etarra que le permitió reabrir el caso sin resolver. Así, el 21 de junio de 2013, al cumplirse 20 años del atentado, Romero publicó un artículo en portada de El Mundo titulado 'El folio 825'.
Tres años después, en 2016, trabajando en El Español, publicó una serie de siete artículos y un anexo que constituían el reportaje de investigación Mi lucha contra ETA. En estas publicaciones, entre el 21 de agosto y el 8 de septiembre de 2016, Romero relató en primera persona su batalla para que el caso por el asesinato de su padre en 1993 no prescribiera y cómo había logrado llevar a los tribunales al presunto asesino. Con este reportaje consiguió que la Audiencia Nacional reabriera el caso sin resolver del atentado de López de Hoyos en el que murió su padre y otros seis militares.
En 2018, después de haber dejado su trabajo en El Español y cinco años después de aquella primera publicación en El Mundo, Romero lanzó un podcast titulado Las tres muertes de mi padre. El título del podcast hace referencia a lo que, según Romero, fueron las veces en las que su padre murió: cuando le asesinaron, con la prescripción del delito, y cuando "los que tienen que hacer algo no lo hacen". En los cinco capítulos que componen este reportaje, Romero desgrana su investigación judicial sobre el asesinato de su padre y explica por qué nunca se juzgó aquel atentado múltiple en el que había muerto su padre junto a otras seis personas, y más de 20 habían quedado heridas.

## Reconocimientos
En 2017, la Fundación Hay Derecho concedió a Romero el Premio Hay Derecho en su segunda edición por su investigación Mi lucha contra ETA. El fallo de la Fundación Hay Derecho destacó de Romero "su esfuerzo por restaurar la dignidad de las víctimas del terrorismo y su búsqueda incansable por conocer la verdad, combatiendo la resistencia de las propias instituciones del Estado".
Al año siguiente, en 2018, Romero ganó el premio Ondas al Mejor Podcast por su trabajo de investigación en Las tres muertes de mi padre, sobre el asesinato de su padre en un atentado de ETA. El premio reconoció la labor de Romero, que hizo "lo que el Estado y sus cloacas prefirieron no hacer".
En marzo de 2022, la revista Forbes incluyó a Romero entre los 50 podcasters más influyentes de España por Las tres muertes de mi padre.

## Obra
- 2016 – Mi lucha contra ETA. Serie de reportajes de investigación. El Español
- 2018 – Las tres muertes de mi padre. Serie de podcasts. Cuonda
- 2019 – Desinformación, mentiras y redes sociales: cómo se frena todo esto. Cuadernos de periodistas Nº 38.